# Brandy Talore
Brandy Talore (ur. 2 lutego 1982 w Bowling Green) – amerykańska aktorka pornograficzna.

## Życiorys

### Wczesne lata
Urodziła się w Bowling Green w stanie Ohio. Dorastała w Genoa, na przedmieściach Toledo, gdzie chodziła do szkoły. W szkole średniej grała w softball i była cheerleaderką. Straciła dziewictwo w wieku 17 lat. Po rozpoczęciu studiów fizjoterapii, zaczęła pracować jako modelka dla firmy odzieżowej Gap.  

### Kariera
Stała się znana ze swojego wyglądu dziewczyny z sąsiedztwa i dużych, naturalnych piersi (36DDD). Brandy to jej prawdziwe imię, Talore to pseudonim. Jej zdjęcia szybko stały się popularne w internecie. 
Po osiągnięciu pełnoletniości zaczęła pozować topless dla różnych czasopism dla mężczyzn, jak „Hustler's Busty”, „Score”, „Voluptuous” i „Gent”, oraz dla wielu stron internetowych. Pojawiła się w filmie dokumentalnym Boob Talk (2003). 
W 2004 jako modelka zrobiła następny krok i wystąpiła w filmie pornograficznym, po tym, gdy była pewna, że jej rodzina nie ma nic przeciwko. Mimo ukończenia 22 lat w filmach mówiła, że ma 18, prawdopodobnie dla przyjemności oglądającego. W wywiadzie powiedziała, że jej pierwszy film porno został nakręcony dla wytwórni Digital Sin, z Benem Englishem i odmówiła seksu analnego przed kamerą. 
Brała udział w filmach m.in.: Boobaholics Anonymous 1 (2005) z Erikiem Everhardem, Naturally Stacked 1 (2005) z Jamesem Deenem, Jack's Teen America 14 (2005)/Super Naturals 5 (2006) ze Scottem Nailsem, Double Dip-her 3 (2005)/Rock Hard 5 (2006) z Benem Englishem i Anthonym Hardwoodem, 110% Natural 10 (2006) z Brianem Surewoodem, Real Racks 2 (2006) z Markiem Davisem, Busty Beauties 21 (2006) z Tommym Gunnem oraz Super Naturals 4 (2006)/Super Naturals 7 (2007) z Manuelem Ferrarą.
W 2006 otrzymała nagrodę F.A.M.E. Awards ex aequo z Alektrą Blue.
W 2007 ruszyła jej oficjalna strona internetowa, Club Brandy, dla której produkuje ekskluzywne filmy i sesje zdjęciowe.

## Życie prywatne
Według jej bloga prowadzonego na stronie Myspace, Brandy 27 września 2007 urodziła drugą córkę.